# Giải vô địch bóng đá trong nhà các câu lạc bộ Đông Nam Á 2017
Giải vô địch bóng đá trong nhà các câu lạc bộ Đông Nam Á 2017 (tiếng Anh: 2017 AFF Invitational Futsal Club Championship) là mùa giải thứ ba của Giải vô địch bóng đá trong nhà các câu lạc bộ Đông Nam Á. Giải đấu sẽ tổ chức ở Băng Cốc, Thái Lan, từ ngày 3 đến ngày 9 tháng 7 năm 2017. Các câu lạc bộ bóng đá trong nhà thuộc các nước thành viên của AFF sẽ được mời tham dự giải đấu. Thai Port (nam) và Jaya Kencana Angels Futsal Club (nữ) là những nhà vô địch năm trước. Mùa giải năm nay chỉ có nội dung nam được thi đấu.

## Các đội bóng tham dự
| Liên đoàn | Đội                     |
| --------- | ----------------------- |
| Thái Lan  | Thai Port               |
| Brunei    | Shah United             |
| Myanmar   | Pyay United             |
| Indonesia | Permata Indah Manokwari |

| Liên đoàn | Đội               |
| --------- | ----------------- |
| Úc        | East Coast Heat   |
| Việt Nam  | Sanna Khánh Hoà   |
| Malaysia  | Melaka United     |
| Lào       | Vientiane Capital |

## Địa điểm
| Băng Cốc                   | Băng Cốc                                                              |
| -------------------------- | --------------------------------------------------------------------- |
| Sân vận động Bangkok Arena | Bangkok Vị trí của stadiums of the 2017 AFF Futsal Club Championship. |
| Sức chứa: 12,000           | Bangkok Vị trí của stadiums of the 2017 AFF Futsal Club Championship. |
|                            | Bangkok Vị trí của stadiums of the 2017 AFF Futsal Club Championship. |

## Vòng bảng

### Bảng A
| VT | Đội                  | ST | T | H | B | BT | BB | HS  | Đ | Giành quyền tham dự     |
| -- | -------------------- | -- | - | - | - | -- | -- | --- | - | ----------------------- |
| 1  | Thai Port (H)        | 3  | 3 | 0 | 0 | 18 | 3  | +15 | 9 | Vòng đấu loại trực tiếp |
| 2  | Permata Indah Futsal | 3  | 2 | 0 | 1 | 16 | 11 | +5  | 6 | Vòng đấu loại trực tiếp |
| 3  | Pyay United          | 3  | 1 | 0 | 2 | 12 | 14 | −2  | 3 |                         |
| 4  | Shah United          | 3  | 0 | 0 | 3 | 6  | 24 | −18 | 0 |                         |

| Shah United    | 1–8 | Pyay United                                                                                  |
| -------------- | --- | -------------------------------------------------------------------------------------------- |
| Anto Cahyo 34' |     | Nyein Min Soe 8' · Aung Zin Oo 8', 18', 24', 24', 34' · Aung Myo Tun 27' · Aung Kyaw Soe 29' |

| Thai Port | 4–1 | Permata Indah Manokwari |
| --------- | --- | ----------------------- |
|           |     |                         |

| Permata Indah Manokwari | 6–3 | Shah United |
| ----------------------- | --- | ----------- |
|                         | AFF |             |

| Pyay United | 0-4 | Thai Port                                                                         |
| ----------- | --- | --------------------------------------------------------------------------------- |
|             | AFF | Watchara Laisri 1' · Warin Romanee 32' · Chaivat Jamgrajang 35' · Thiago Mora 36' |

| Permata Indah Manokwari                                                                                                 | 9–4 | Pyay United                                                   |
| --- | --- | ------------------------------------------------------------- |
| Nyein Min Soe 11' (og.) · Ardiansyah 12', 28' · Yusuf A.K 17' · Rahmat 26', 31', 34' · K. El Hattach 34' · Muhammad 40' | AFF | Aung Myo Tun 25' · Pyae Phyo Maung 30' · Aung Zin Oo 32', 37' |

| Thai Port | 10–2 | Shah United                      |
| --- | ---- | -------------------------------- |
| Anantachai Prabwongsa 1' · Rattikun Plonghirun 5', 27' · Thiago Mora 9' · Nopadol Kokpermsub 11' · Thanakorn Penpakul 19', 28' · Anton Cahyo 35' (og.) · Sarawut Jaipech 36', 37' | AFF  | Dennis Guna 22' · Abdul Azim 40' |

### Bảng B
| VT | Đội              | ST | T | H | B | BT | BB | HS  | Đ | Giành quyền tham dự     |
| -- | ---------------- | -- | - | - | - | -- | -- | --- | - | ----------------------- |
| 1  | Sanna Khánh Hoà  | 3  | 2 | 1 | 0 | 16 | 5  | +11 | 7 | Vòng đấu loại trực tiếp |
| 2  | Melaka United    | 3  | 1 | 2 | 0 | 12 | 6  | +6  | 5 | Vòng đấu loại trực tiếp |
| 3  | East Coast Heat  | 3  | 1 | 1 | 1 | 9  | 12 | −3  | 4 |                         |
| 4  | Vientiane United | 3  | 0 | 0 | 3 | 7  | 21 | −14 | 0 |                         |

| East Coast Heat                                            | 4–3 | Vientiane Capital                                                                         |
| ---------------------------------------------------------- | --- | ----------------------------------------------------------------------------------------- |
| Jamie Dib 4' · Anthony Hadad 27', 29' · Laureano Gomez 30' | AFF | Chanthaphone Waenvongsoth 11' · Soulichanh Phasawaeng 33' · Alounyadeth Saysanavongsi 35' |

| Sanna Khánh Hoà   | 1–1 | Melaka United      |
| ----------------- | --- | ------------------ |
| Mai Thanh Dat 20' | AFF | Khairul Effendy 3' |

| Vientiane Capital                                       | 2–9 | Sanna Khánh Hoà |
| ------------------------------------------------------- | --- | --- |
| Phoumiphonh Detxomphou 12' · Khampha Phiphakkhavong 39' | AFF | Nguyen Quoc Bao 1', 33' · Y Nghia Eban 3' · Nguyen Nho 4' · Phan Khac Chi 19' · Mai Thanh Dat 21' · Tran Quang Toan 26' · Tran Van Thanh 30' · Nguyen Thanh Hung 35' |

| Melaka United                              | 3–3 | East Coast Heat                                                 |
| ------------------------------------------ | --- | --------------------------------------------------------------- |
| Khairul Effendy 3', 39' · Akmarulnizam 19' | AFF | Laureano Gomez 20' · Jordan Aaron 27' · Christopher Anthony 30' |

| East Coast Heat                         | 2–6 | Sanna Khánh Hoà                                                                          |
| --------------------------------------- | --- | ---------------------------------------------------------------------------------------- |
| Laureano Gomez 10' · Lachlan Wright 39' | AFF | Phan Khac Chi 22', 34', 39' · Y Nghia Eban 32' · Khong Dinh Hung 36' · Mai Thanh Dat 38' |

| Vientiane Capital                                | 2–8 | Melaka United |
| ------------------------------------------------ | --- | --- |
| Vanhnasone Lamxay 6' · Soulichanh Phasawaeng 34' | AFF | Awaluddin Hassan 1', 33' · Firdaus Ambiah 16' · Khairul Effendy 20' · Shamsul Amar 22', 32' · Yazid Kamaruzuan 38' · Jamaluddin Alias 38' |

## Vòng đấu loại trực tiếp

### Tóm tắt
|  | Bán kết              | Bán kết   |                 |   | Chung kết | Chung kết |
|  |                      |           |                 |   |           |           |
|  |                      |           |                 |   |           |           |
|  |                      |           |                 |   |           |           |
|  | Sanna Khanh Hoa      | 3         |                 |   |           |           |
|  | Sanna Khanh Hoa      | 3         |                 |   |           |           |
|  | Permata Indah Futsal | 0         |                 |   |           |           |
|  | Permata Indah Futsal | 0         | Sanna Khanh Hoa | 0 |           |           |
|  |                      |           | Sanna Khanh Hoa | 0 |           |           |
|  |                      | Thai Port | 4               |   |           |           |
|  | Thai Port            | Thai Port | 4               | 8 |           |           |
|  | Thai Port            |           |                 | 8 |           |           |
|  | Melaka United        | 1         |                 |   |           |           |
|  | Melaka United        | 1         | Tranh hạng ba   |   |           |           |
|  |                      |           |                 |   |           |           |
|  |                      |           |                 |   |           |           |
|  |                      |           |                 |   |           |           |
|  | Permata Indah Futsal | 2         |                 |   |           |           |
|  | Permata Indah Futsal | 2         |                 |   |           |           |
|  | Melaka United        | 4         |                 |   |           |           |

### Bán kết
| Thai Port | 8–1 | Melaka United |
| --------- | --- | ------------- |
|           |     |               |

| Sanna Khánh Hoà                                             | 3–0 | Permata Indah Futsal |
| ----------------------------------------------------------- | --- | -------------------- |
| Nguyen Quoc Bao 3' · Mai Thanh Dat 20' · Tran Van Thanh 29' |     |                      |

### Trận tranh hạng ba
| Permata Indah Futsal | v | Melaka United |
| -------------------- | - | ------------- |
|                      |   |               |

### Chung kết
| Sanna Khanh Hoa | 0–4 | Thai Port |
| --------------- | --- | --------- |
|                 | AFF |           |

## Nhà vô địch
| Giải vô địch bóng đá các câu lạc bộ Đông Nam Á 2017 |
| Vô địch                                             |
| --------------------------------------------------- |
| Thái Lan                                            |
| Thai Port Lần thứ ba                                |